# Marco John
Marco John (* 2. April 2002 in Bad Friedrichshall) ist ein deutscher Fußballspieler, der aktuell bei der SpVgg Greuther Fürth unter Vertrag steht.

## Karriere

### Verein

#### Jugend
John wuchs im Obersulmer Stadtteil Sülzbach auf und begann beim dortigen SV Sülzbach mit dem Fußballspielen. Weiterhin spielte er in der Jugend in Heilbronn beim FC Union Heilbronn.

#### TSG 1899 Hoffenheim
2013 wechselte er zur TSG 1899 Hoffenheim. Er spielte in der Spielzeit 2017/18 21-mal in der B-Junioren-Bundesliga und traf dabei fünf Mal. 2018/19 erzielte er 6 Tore in 24 Spielen. Außerdem lief er einmal für die A-Junioren auf und spielte auch im Halbfinale der UEFA Youth League gegen den FC Porto. In der Saison 2019/20 wurde er daraufhin Stammkraft bei den A-Junioren und spielte dort 16-mal, bis die Spielzeit im März 2020 wegen der COVID-19-Pandemie vorzeitig abgebrochen werden musste.
Nachdem er für die erste Mannschaft zum Beginn der Saison 2020/21 schon einige Male im Spieltagskader stand, debütierte er im Dezember 2020 in der UEFA Europa League, als er im Gruppenspiel gegen Roter Stern Belgrad über die vollen 90 Minuten spielte. In der gleichen Saison stand er auch für die zweite Mannschaft und die A-Junioren auf dem Platz. Am 9. Januar 2021 (15. Spieltag) spielte er bei der 0:4-Niederlage gegen den FC Schalke 04 über die vollen 90 Minuten und gab somit sein Bundesliga-Debüt. Aufgrund von Verletzungsproblemen der Kraichgauer spielte er im weiteren Verlauf der Rückrunde noch häufiger und kam bis zum Saisonende auf insgesamt 14 Einsätze in der Bundesliga und vier in der Europa League. Im Februar 2021 verlängerte er seinen Vertrag bis 2024. In der folgenden Spielzeit 2021/22 verpasste er verletzungsbedingt jedoch große Teile der Saison und kam nur noch zweimal in der Bundesliga sowie sieben Mal in der zweiten Mannschaft in der Regionalliga zum Einsatz.

##### Leihe zur SpVgg Greuther Fürth
Im August 2022 wurde er für den Rest der Spielzeit an die SpVgg Greuther Fürth in der 2. Bundesliga ausgeliehen. Wenige Tage nach seinem Wechsel stand er direkt in der Liga bei der 2:1-Auswärtsniederlage gegen Hannover 96 in der Startelf der SpVgg Greuther Fürth. Mit Ausnahme von drei Spielen in der 2. Bundesliga, bei welchen er verletzungsbedingt ausgefallen war, stand er bei 25 der möglichen 26 Spielen auf dem Spielfeld für Fürth und legte dabei 4 Tore vor.
Im Sommer 2023 kehrte Marco John nach Ende der Leihe zurück zur TSG Hoffenheim. Zum Start der Saison 2023/24 absolvierte er die Vorbereitung und das Trainingslager mit der 1. Mannschaft der TSG, spielte aber zu Beginn der Spielzeit nur für die 2. Mannschaft in der Regionalliga Südwest. Mitte Oktober 2023 verletzte sich John im Training am Kreuzband und fiel nach der notwendigen Operation mehrere Monate aus. Fast ein Jahr nach seiner Verletzung stand der Außenverteidiger am 15. September 2024 beim 4:0-Heimsieg der 2. Mannschaft gegen den Bahlinger SC erstmals wieder in einem Pflichtspiel auf dem Spielfeld. Es folgten in der Hinrunde noch zwei weitere Einsätze in der Regionalliga Südwest.

#### Rückkehr nach Fürth
Anfang Januar 2025 verließ John Hoffenheim nach elfeinhalb Jahren und kehrte zur SpVgg Greuther Fürth zurück, bei der er einen Vertrag bis Sommer 2026 unterschrieb. Zurück in Fürth spielte er wieder regelmäßig und absolvierte bis Saisonende noch 15 Ligaspiele.

### Nationalmannschaft
John spielt seit 2017 für die diversen Juniorenmannschaften des DFB. Für die U17 spielte er bei der U17-Europameisterschaft 2019 in Irland, bei welcher die deutsche Mannschaft bereits in der Gruppenphase aus dem Turnier ausschied. Ende August 2021 wurde John von Nationaltrainer Stefan Kuntz erstmals in den Kader der U21-Nationalmannschaft einberufen und debütierte im September 2021 für die Auswahlmannschaft im U21-EM-Qualifikationsspiel gegen Lettland. Danach spielte er in den folgenden Monaten für die U20-Auswahl. Eine zweite Nominierung für die U21 musste er im September 2023 wegen einer Verletzung absagen.